# 流星絹粉蝶
完善絹粉蝶（學名：Aporia agathon，英文俗名：Great Blackvein，別名：高山粉蝶、明昌深山粉蝶、黃翅絹粉蝶、高椋白蝶、麻蘋粉蝶）在台灣又名流星絹粉蝶，是屬於粉蝶科粉蝶亞科的一種蝴蝶，是絹粉蝶屬的一種。分佈於喜馬拉雅山脈、印度、緬甸至中國西南部一帶的高山地區。模式產地為尼泊爾。幼蟲的寄主為小檗科小檗屬及十大功勞屬植物。

## 分佈
中國（四川、雲南、西藏）、台灣、印度、緬甸、尼泊爾

## 形態
前翅前緣長36-44毫米。軀體黑褐色，腹部腹面有一對白色縱條。複眼黑色。翅背、腹面黑褐色鱗片發達，沿翅脈、翅緣分布，其間於前翅有白色斑紋，後翅則有黃色斑紋；前翅腹面近翅頂處白紋泛黃，而後翅腹面Sc+R1室及臀室的斑紋近白色。前、後翅分別有一黑褐色寬條貫穿，使白、黃色斑紋形成長短不同的橢圓形紋及條紋。雌雄斑紋相似，雌蝶翅底色淺，略有透明感，條帶和斑紋也較大。

## 習性

### 成蟲
一年一代。見於每年6-9月期間。出沒於常綠闊葉林、常綠落葉闊葉混生林、常綠硬葉林，海拔1000-2500米高地。飛行緩慢，好訪花。產卵時在葉背形成小卵塊。

### 幼期

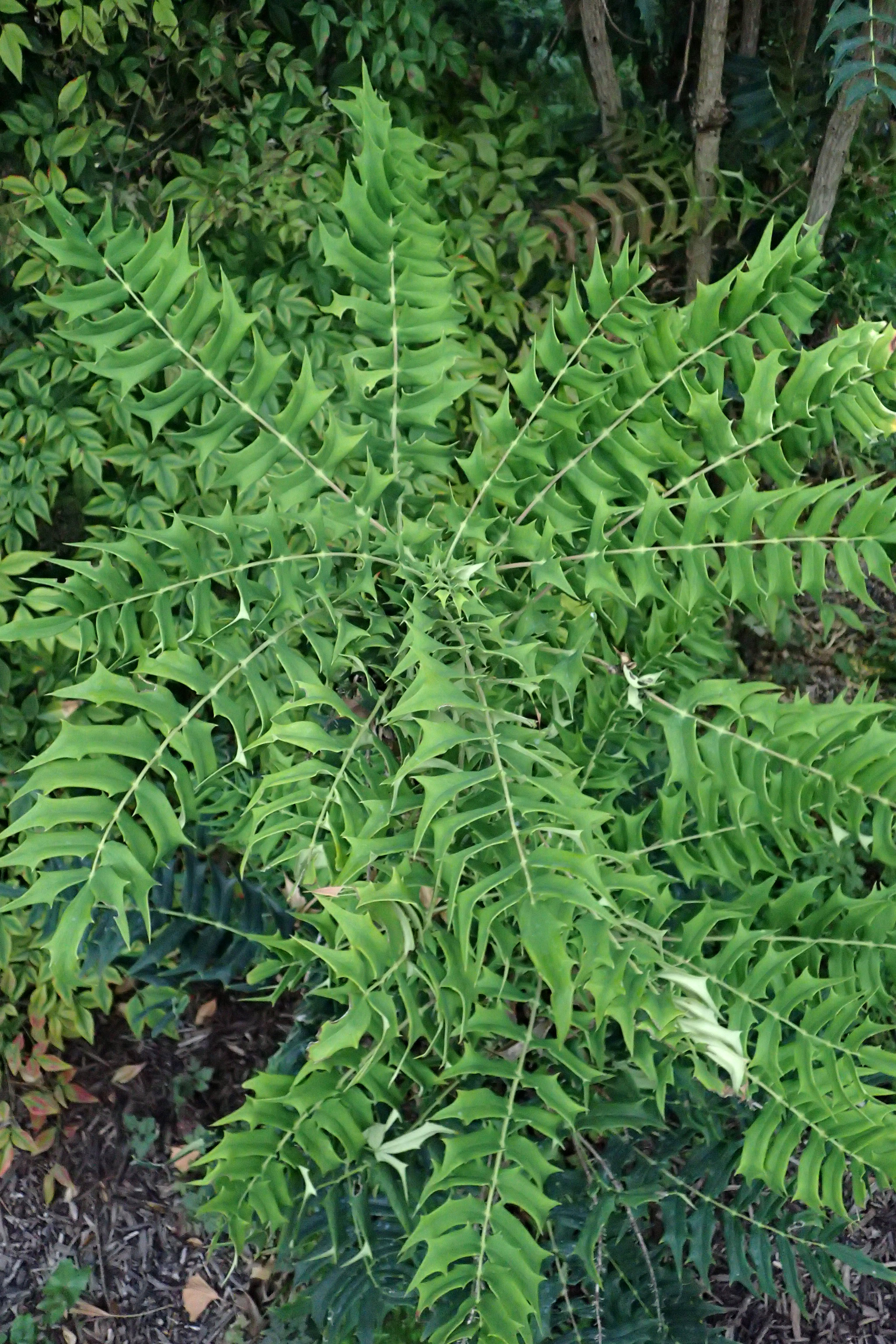
阿里山十大功勞 M. oiwakensis

幼蟲群集生活，取食寄主植物葉片，冬季時將寄主枯葉連綴成越冬巢，在内群集過冬。幼蟲的寄主包括：
- 小檗屬 Berberis
  - 高山小蘗 B. brevisepala
  - 台灣小檗 B. kawakamii
- 十大功勞屬 Mahonia
  - 十大功勞 M. fortunei
  - 阿里山十大功勞 M. oiwakensis

## 亞種
- A. a. agathon

- 指名亞種，分佈於印度北部及阿薩姆邦至尼泊爾、緬甸及中國西南部
- A. a. moltrechti (Oberthür, 1909)

- 台灣亞種，分佈於台灣
- A. a. lemoulti Bernardi, 1945

- 四川亞種，分佈於中國四川
- A. a. phryxe (Boisduval, [1836])

- 西藏亞種，分佈於西藏及印度西姆拉至克什米爾
- A. a. caphusa (Moore, 1872)

- 分佈於印度穆索里至庫馬盎
- A. a. bifurcata Tytler, 1939

- 分佈於中國雲南、緬甸南部、泰北及越南北部
- A. a. omotoi Yoshino, 2003

- 分佈於雲南北部
- A. a. japfluensis Yoshino, 2015

- 分佈於印度東北部
- A. a. gaolingonshanensis Yoshino, 2015

- 分佈於雲南西部及緬甸東北部

## 威脅
此種的生存壓力來自於山林開發。另外，市場上出售十大功勞或阿里山十大功勞的莖，傳統上認爲這些的植物具有藥效，因此遭到採摘販售，同時十大功勞生長速度慢，這些問題最終將導致流星絹粉蝶的族群數量下降。

## 文獻
- Butler, 1897. Revision of the Pierine Butterflies of the Genus Aporia Ann. Mag. nat. Hist. (6) 20 (116) : 160
- Wynter-Blyth, 1957. Butterflies of the Indian Region, 417
- Smart, 1976. The Illustrated Encyclopedia of the Butterfly World Illust. Encyp. Butt. World
- Gray, 1846. Descriptions and Figures of some new Lepidopterous Insects chiefly from Nepal Descr. lep. Ins. Nepal : 8, pl. 8, f. 1
- Lewis, 1974. Butterflies of the World: pl. 156, f. 13
- 周尧. . 中國: 河南科学技术出版社. 1999-10-01: 127. ISBN 9787534923043 （中文（繁體））.

## 外部連結
- 维基共享资源上的相關多媒體資源：完善絹粉蝶
- Aporia agathon （页面存档备份，存于） - Catalogue of Life （英文）
- Aporia agathon - funet.fi